# Lososna
Lososna är ett vattendrag i Belarus. Det ligger i den västra delen av landet, 250 km väster om huvudstaden Minsk.
Runt Lososna är det i huvudsak tätbebyggt. Runt Lososna är det ganska tätbefolkat, med 139 invånare per kvadratkilometer.